# So.cl
So.cl (si pronuncia "social") è stato un servizio di rete sociale e ricerca sociale sviluppato da Microsoft Research. Attualmente il servizio è disponibile solo in lingua inglese e per utenti che abbiano compiuto almeno 18 anni.
Il sito è stato chiuso il 15 marzo 2017 da Microsoft, come annunciato già in precedenza.

## Interfaccia
So.cl si presenta simile a Google+, anche se richiama concetti da Facebook, Twitter e Pinterest, servizi che So.cl non intende sostituire, ma solo ampliarne l'esperienza. Gli utenti possono postare dei collage di immagini inerenti a uno specifico argomento, così come fare uso di commenti visuali sotto i vari post, mediante l'uso dei "riff". I riffs sono dei collages separati relativi all'argomento del post, grazie ai quali è possibile discutere dei propri interessi facendo uso delle sole immagini.
Per effettuare la registrazione e il login è richiesto un Account Microsoft o un account Facebook collegato a So.cl, oltre all'accettazione della policy sulla privacy( Archiviato il 5 marzo 2013 in Internet Archive.).
Le funzioni di ricerca del sito si appoggiano al Motore di ricerca Bing. Le ricerche di default sono pubbliche, ma possono essere impostate come private.
Gli utenti possono seguire le attività di altri utenti, oppure pagine appartenenti a specifiche categorie. Per condividere i contenuti delle pagine web visitate, il social network mette a disposizione l'applicazione So.cl's Bookmarklet che, una volta installata, aggiunge al browser il pulsante "Share on So.cl" (tradotto "Condividi su So.cl").
Video Parties
I Video Parties sono gruppi di video YouTube condivisi e modificati dagli utenti.
Following interests
Le pagine che trattano specifici argomenti possono essere sottoscritte, così da poter definire gli interessi degli utenti.

## Storia
So.cl è stato lanciato nel dicembre 2011. Inizialmente era disponibile soltanto attraverso una partnership fra gli studenti dell'Università di Washington, la Syracuse University, e la New York University. Anche se ancora in via sperimentale, il sito è stato aperto a tutti gli utenti dai 18 anni in su, a partire dal 20 maggio 2012.
Microsoft, il giorno 8 marzo 2017. Ha annunciato la chiusura di so.cl, prevista per il 15 marzo 2017.

## Beta pubblica
La beta pubblica di So.cl è stata distribuita il 4 dicembre 2012, con l'annuncio da parte di Microsoft Research's FuSE Lab sul loro sito e un'interfaccia completamente rinnovata.